# Rolando Uríos
Rolando Uríos Fonseca (født 27. januar 1971 i Bayamo, Cuba) er en tidligere spansk håndboldspiller af cubansk oprindelse, der tilbragte størstedelen af sin karriere som stregspiller for den spanske ligaklub BM Ciudad Real.

## Landshold
Uríos var en del af det spanske landshold, der blev verdensmestre i 2005 efter finalesejr over Kroatien. Før han skiftede til spansk statsborgerskab spillede han også en del kampe for det cubanske landshold.  